# Distrikt Muquiyauyo
Der Distrikt Muquiyauyo liegt in der Provinz Jauja in der Region Junín im zentralen Westen Perus. Der 20,6 km² große Distrikt wurde am 26. Oktober 1886 gegründet. Beim Zensus 2017 wurden 2374 Einwohner gezählt. Im Jahr 1993 betrug die Einwohnerzahl 2615, im Jahr 2007 2399. Verwaltungssitz ist die 3342 m hoch gelegene Kleinstadt Muquiyauyo mit 2348 Einwohnern (Stand 2017). Muquiyauyo liegt 6 km südöstlich der Provinzhauptstadt Jauja.

## Geografische Lage
Der Distrikt Muquiyauyo liegt am rechten Flussufer des nach Südosten strömenden Río Mantaro im Süden der Provinz Jauja. Die Nationalstraße 3S (Carretera Central Margen Derecha) von Jauja nach Huancayo führt durch den Distrikt.
Der Distrikt Muquiyauyo grenzt im Südwesten an den Distrikt Paccha, im Westen an den Distrikt Huaripampa, im Nordosten an den Distrikt Ataura, im Osten an den Distrikt Muqui sowie im Südosten an den Distrikt Leonor Ordóñez.